# Všenice
Všenice är en ort i Tjeckien.   Den ligger i regionen Plzeň, i den västra delen av landet, 70 km väster om huvudstaden Prag. Všenice ligger 379 meter över havet och antalet invånare är 226.
Terrängen runt Všenice är huvudsakligen platt, men österut är den kuperad. Runt Všenice är det tätbefolkat, med 276 invånare per kvadratkilometer. Närmaste större samhälle är Plzeň, 15,3 km sydväst om Všenice. Trakten runt Všenice består till största delen av jordbruksmark.